# Medeni Mehmet Nuri
Medeni Mehmed Nuri (Üsküdar, 24 novembre 1859 – Üsküdar, 29 luglio 1927) è stato una personalità religiosa turca.
Medeni Mehmet Nuri è stato l'ultimo Sheikh-ul-Islam dell'Impero Ottomano dal 26 settembre 1920 al 1º novembre 1922, quando la carica è stata ufficialmente soppressa dal Parlamento turco.